# Mathias Fürst
Mathias Fürst (* 2. Januar 1797 in Villach; † 19. Juli 1865 ebenda) war ein österreichischer Kaufmann und Politiker.

## Leben
Fürst war der Sohn des Kaufmanns Karl Josef Fürst (* um 1759; † 11. Februar 1818) und dessen Ehefrau Maria Katharina geborene Mayr (* 1772). Er war römisch-katholischer Konfession und heiratete am 23. Juni 1830 Theresia Glanner (18. Juli 1808; † 19. April 1875). Aus der Ehe gingen drei Söhne und vier Töchter hervor.
Fürst besuchte die Volksschule und machte eine Kaufmannslehre. 1818 übernahm er den väterlichen Betriebe in Villach. Er lebte als Kaufmann und Gastwirt in Villach (am Hauptplatz).
Vom 20. Juli 1848 bis zum 10. August 1848 war er stellvertretender Abgeordneter im Provisorischen Kärntner Landtag. Nach dem Rücktritt von Josef Kassin wurde er selbst Abgeordneter. Am 24. Oktober 1848 legte er das Mandat nieder.